# Groupe républicain nationaliste

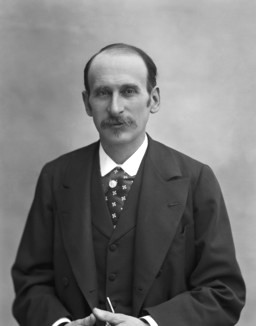
Godefroy Cavaignac, Präsident 1902–1904 und ab 1905

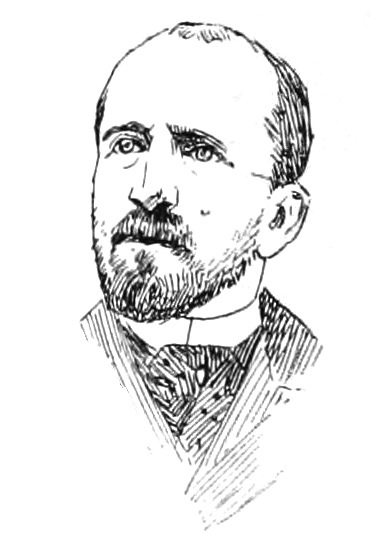
Albert Gauthier de Clagny, Präsident 1905

Die Groupe républicain nationaliste (Fraktion der republikanischen Nationalisten) war eine Fraktion in der Abgeordnetenkammer der Dritten Französischen Republik. Als parlamentarischer Ausdruck einer informellen nationalistischen Partei war sie zwischen 1902 und 1906 eine der drei wichtigsten Oppositionsfraktionen der antidreyfusardischen Rechten.

## Geschichte
Bei den Parlamentswahlen von 1902, die von den Auswirkungen der Dreyfus-Affäre und den Kontroversen um das Vereinsgesetz von 1901 geprägt waren, siegte der von den Radikalen (Radicaux indépendants und Parti républicain, radical et radical-socialiste) dominierte Linksblock. Angesichts des antiklerikalen Programms der Dreyfusards gründeten etwa vierzig Abgeordnete im Oktober 1902 die Groupe républicain nationaliste.  Unter dem Vorsitz des ehemaligen Ministers Godefroy Cavaignac (der aus der radikalen Bewegung stammte, aber für seine Ablehnung der Wiederaufnahme des Dreyfus-Prozesses bekannt war) übernahm sie den Namen einer Gruppe von Abgeordneten des Pariser Stadtrats unter dem Vorsitz von Henri Galli, die zwei Jahre zuvor, im Juni 1900, in den Büros der Zeitung Le Drapeau gegründet worden war. Die neue Fraktion knüpfte an das Erbe der nationalistischen Fraktionen der vorangegangenen Legislaturperioden an, der Groupe nationaliste (Nationalistische Gruppe) von 1895 und der Groupe de la Défense nationale (Gruppe der nationalen Verteidigung) von 1898.
Die Républicains nationalistes unterschieden sich von den progressiven Republikanern (einer Fraktion der ehemaligen opportunistischen Mehrheit, die in die Opposition gegangen war) durch ihre Aggressivität und ihre Verbindungen zu rechten oder rechtsextremen Bewegungen und Ligen, die aus dem boulangistischen Nationalismus (Ligue des patriotes) und dem Antisemitismus hervorgegangen waren. So gehörten ihr etwa zehn ehemalige Mitglieder der Groupe antijuif von 1898 an. Auch der Einfluss der Ligue de la patrie française von Jules Lemaître war groß, so dass plebiszitäre Äußerungen Lemaîtres, der allerdings nicht gewählt wurde, beinahe zum Austritt einiger Mitglieder der Gruppe geführt hätten. Die Nationalisten waren gegen den Einfluss der Freimaurerei und griffen die Regierungspolitik während der Affäre um die Karteikarten im Jahr 1904 an. Anfang desselben Jahres protestierten sie gegen die Ausweisung des Abbé Delsor.
Da die Oppositionsfraktionen im Parlament offen waren, gehörten viele Mitglieder der Fraktion auch der Action libérale populaire an, die von ralliierten Katholiken, die sich der Republik angeschlossen hatten, gegründet worden war und den Nationalisten wegen ihrer Ablehnung der gegen die Kirche gerichteten Maßnahmen nahe stand. Die Nationalisten hielten an traditionellen Werten und sozialen Strukturen fest und unterstützten den gelben Syndikalismus von Pierre Biétry. Einig im Kampf gegen den Combismus, war die Gruppe in Bezug auf die zweite Regierung Rouvier gespaltener und erlegte ihren 54 Mitgliedern schließlich 1905 bei der Abstimmung über das Gesetz zur Trennung von Kirche und Staat keine Fraktionsdisziplin auf.
Das Programm für die Parlamentswahlen von 1906 umfasste  eine starke Exekutive, die Verteidigung der religiösen Freiheit, die Ablehnung neuer Steuern, den Kampf gegen antinationale Propaganda und gegen Kollektivismus sowie soziale Maßnahmen (wöchentliche Ruhezeit, Renten). Da die Wahlen von 1906 aber einen weiteren Aufschwung der linken, regierungsnahen oder sozialistischen Parteien mit sich brachten, zogen die Nationalisten in geringerer Zahl (mit 12 Sitzen weniger) wieder in die Kammer ein, wo sie sich in der Legislaturperiode 1906–1910 nicht mehr von den anderen Oppositionsfraktionen (insbesondere der Action libérale populaire) abgrenzen konnten.

## Bekannte Mitglieder
- Godefroy Cavaignac, Präsident bis 1904 und ab 1905
- Albert de Dion (1856–1946), Hochadliger, Automobilpionier und Unternehmer
- Émile Flourens (1841–1920), Jurist und Politiker
- Albert Gauthier de Clagny[14], Präsident 1904
- Jean Guyot de Villeneuve[15]
- Jules Jaluzot (1834–1916), Unternehmer und Politiker
- Lucien Millevoye (1850–1918), Journalist und Politiker
- Gabriel Syveton[16]